# Banjarsari (Madiun)
Banjarsari is een bestuurslaag in het regentschap Madiun van de provincie Oost-Java, Indonesië. Banjarsari telt 3085 inwoners (volkstelling 2010).